# Дуброво (Волховский район)
Дубро́во — деревня в Усадищенском сельском поселении Волховского района Ленинградской области.

## История
Деревня Дуброва упоминается на карте Новоладожского уезда 1807 года.
На карте Санкт-Петербургской губернии Ф. Ф. Шуберта 1834 года обозначена деревня Дуброва, состоящая из 29 крестьянских дворов.

ДУБРОВА — деревня принадлежит Казённому ведомству, число жителей по ревизии: 74 м. п., 81 ж. п.

От оной в 12-ти верстах состоит монастырь во имя преподобного Мартирия Зеленецкого. (1838 год)

Как деревня Доброва она отмечена на карте Ф. Ф. Шуберта 1844 года.

ДУБРОВА — деревня Ведомства государственного имущества, по просёлочной дороге, число дворов — 40, число душ — 78 м. п. (1856 год)

ДУБРОВА — деревня казённая при колодце, число дворов — 41, число жителей: 84 м. п., 86 ж. п. (1862 год)

В 1881—1882 годах временнообязанные крестьяне деревни выкупили свои земельные наделы у Е. К. Нарышкиной и стали собственниками земли.
Согласно епархиальным сведениям 1899 года деревня относилась к приходу Преображенской церкви (ранее Усадище-Спасовской, Михайловского погоста) в селе Заболотье.
В конце XIX — начале XX века деревня административно относилась к Усадище-Спассовской (Усадищской) волости 2-го стана Новоладожского уезда Санкт-Петербургской губернии.
По данным «Памятной книжки Санкт-Петербургской губернии» за 1905 год, деревня Дуброва входила в состав Мыслинского сельского общества.

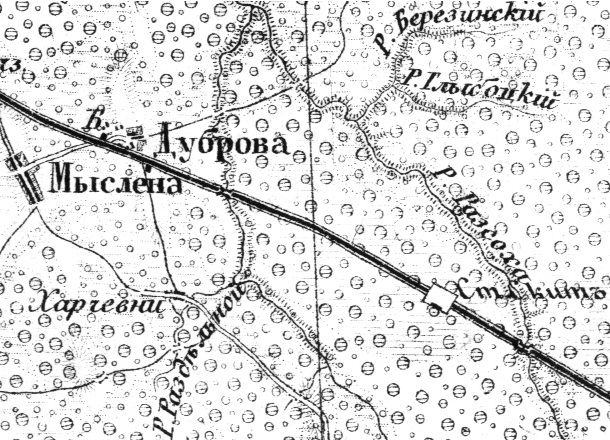
Деревня Дуброво на карте 1915 года

Согласно военно-топографической карте Петроградской и Новгородской губерний издания 1915 года деревня называлась Дуброва, при деревне обозначены бараки железнодорожных рабочих.
Согласно данным переписи населения СССР 1926 года в деревне Дуброво Усадищенского сельсовета Пролетарской волости Волховского уезда проживали 224 человека — все русские.
Согласно карте Ленинградской области Северо-западного аэрогеодезического треста ГГУ издания 1932 года деревня Дуброво насчитывала 27 крестьянских дворов.
По данным 1933 года деревня называлась Дуброво и входила в состав Усадищенского сельсовета Волховского района.
По данным 1973 и 1990 годов деревня Дуброво также входила в состав Усадищенского сельсовета.
В 1997 году в деревне Дуброво Усадищенской волости проживал 21 человек, в 2002 году — 18 человек (все русские).
В 2007 году в деревне Дуброво Усадищенского СП — также 21 человек.

## География
Деревня расположена в южной части района на автодороге 41К-060 (Мыслино — Дуброво — Зеленец).
Расстояние до административного центра поселения — 5 км.
В деревне находится остановочный пункт — платформа 143 км на железнодорожной линии Волховстрой I — Вологда I. Ближайшая железнодорожная станция — Мыслино.
К востоку от деревни протекает река Полона.

## Демография
| 1838 | 1862 | 1997 | 2007 | 2010 | 2017 |
| ---- | ---- | ---- | ---- | ---- | ---- |
| 155  | ↗170 | ↘21  | →21  | ↘20  | ↗23  |

### Национальный состав
Согласно данным Всероссийской переписи населения 2021 года в деревне проживали 19 человек, из них:
 русские 9 человек, остальные национальность не указали.